# University of Ghana
University of Ghana är ett universitet i Ghana.   Det ligger i regionen Storaccra, i den södra delen av landet, 11 km norr om huvudstaden Accra.

Universitetet är organiserat i fyra colleges: College of Basic and Applied Sciences, College of Education, College of Health Sciences samt College of Humanities. Därutöver finns olika forskningscentra.
Universitetets fyra prioriterade forskningsområden är malariaforskning, interdisciplinär forskning om klimatanpassning, förbättrad livsmedelsproduktion samt utvecklingspolitik och fattigdomsövervakning.
Kofi Annan var universitetets rektor 2008-2018 .